# Barrage de Sorgun
Pour les articles homonymes, voir Sorgun.
Le barrage de Sorgun est un barrage de Turquie dans le district d'Aksu de la province d'Isparta. La zone irriguée est autour d'Yılanlı dans le district de Sütçüler.

## Sources
- (en) « Sorgun Baraji », sur « Devlet Su İşleri »